# تاريخ مملكة إيطاليا

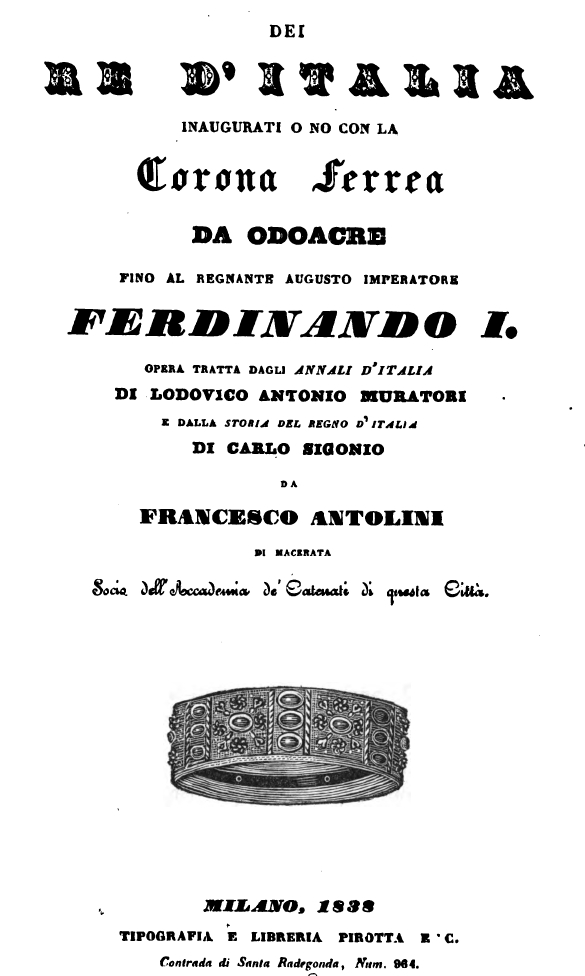

وجدت عدة كيانات مستقلة مختلفة عـُرفت باسم مملكة إيطاليا (بالإيطالية: Regno d'Italia)‏. غالباً ما أطلق على إيطاليا تحت حكم أودواكر (476 - 493) اسم مملكة إيطاليا ، لأنها تشمل مقاطعة إيطاليا الرومانية و نـُصـّب أودواكر ملكاً آنذاك (rex) (وإن كان بشكل غير رسمي). حلت مملكة القوط الشرقيين مكان أودواكر في حكم إيطاليا و أُشـِيـر إليها أحياناً هي الأخرى باسم «مملكة إيطاليا». و القوط الشرقيون هم أول من استخدم مصطلح ملك إيطاليا (rex Italiae) . كانت ممالك إيطاليا الأخرى أكثر رسمية :
- مملكة إيطاليا القروسطية

كانت في البدابة دولة لومباردية أقيمت سنة 568 . احتلها الفرنجة في سنة 774 و صارت جزءاً من الإمبراطورية الكارولنجية و فرنسا الوسطى ، إنما دائماً بملوكها الخاصين بها . تمتعت بفترة استقلال من أي سلطة أعلى بعد سقوط الإمبراطورية الكارولنجية حتى ورث عرشها أوتو العظيم الذي كان آنذاك ملك ألمانيا في لحظة تكوينية من تاريخ الإمبراطورية الرومانية المقدسة. ارتبطت المملكة بعد ذلك بألمانيا بوصفها جزءاً من الامبراطورية ، ولكن أهميتها ككيان سياسي مستقل اضمحلت في العصور الوسطى المتوسطة و انتهت مع عصر النهضة ، رغم إن وجودها ظل اسمياً حتى تفكك الإمبراطورية في 1806.
- مملكة إيطاليا (1805-1814)

أسس نابليون بونابرت دولة عميلة لفرنسا في إيطاليا بين عامي 1805 و 1814.
- مملكة إيطاليا (1861-1946)

بعد توحيد إيطاليا (Risorgimento) بقيادة جوزيبي غاريبالدي، تمت دعوة آل سفويا ممثلين بفيكتور عمانويل الثاني لتولي عرش مملكة مستقلة جديدة سنة 1861. عـُرفت هذه الدولة في عهد نظام بينيتو موسوليني من عام 1922 حتى 1943 باسم إيطاليا الفاشية. تحولت المملكة إلى جمهورية إيطاليا بعد استفتاء في عام 1946.